# Hi no Tori
Жар-Птица (яп. 火の鳥 Хи но Тори) — манга-серия Осаму Тэдзуки. Сам Тэдзука называл «Жар-Птицу» делом рук всей его жизни — творение, вобравшее в себя 12 книг. Каждая книга рассказывает о независимых друг от друга событиях, разделенных между собой эпохами и временем. Цикл остался незавершенным после смерти автора. Часть историй была экранизирована в качестве аниме-сериала из 13 серий, нескольких OVA и одного полнометражного фильма «Глава о Заре» с анимационными вставками. Первые книги из цикла появились на английском языке только в 2002 году. Также по данной вселенной существует игра Hi no Tori: Houou Hen - Gaou no Bouken, выпущенная в 1987 году для игровой приставки Famicom.
Согласно опросу, проведенному в 2007 году министерством культуры Японии, занимает 6-е место среди лучшей манги всех времен.

## Сюжет
Жар-птица символизирует реинкарнацию. Каждая история начинается с поиска ключа к бессмертию, и одним из них была кровь огненной птицы, которую Тэдзука изобразил похожей на павлина. Жаждущие бессмертия люди охотились за ней, но было невозможно поймать такое чудо. Кроме того, последствия такой охоты обрушиваются проклятием на охотников. Жар-Птица — необычное существо. Она творит перерождения, являясь частью Вселенной, обладает необычайными способностями, которые ей необходимы для сотворения жизни, а значит, с точки зрения буддизма — священная.
Все истории разбросаны во времени. Так, например, история «Рассвета» случается в древности, а следующая происходит в далеком будущем. События варьируются между древностью и далёким будущим, позволяя Тэдзуке применить свою идею к разным мирам и технологиям с их особенностями. Иногда в разных частях можно встретить знакомых персонажей, все из той же выдуманной Тэдзукой звёздной вселенной. Например, персонаж по имени Сарута методично, в разных эпохах появляется в качестве последователя или предка, постоянно переживающего жестокие испытания, выпадающие на его горькую долю.

## История создания
Тэдзука начал подготовительную работу над «Жар-Птицей» с 1954 года и с тех пор продолжал выпускать новые части книги, вплоть до самой смерти в 1989 году. С развитием каждого сюжета, казалось, что события цикла имеют что-то общее с настоящим временем. Англоязычный учёный и переводчик Фредерик Шодт, знавший автора при жизни, выразился как-то, что сам с нетерпением ждал окончательной развязки цикла «Жар-Птица». Это должен был быть конец, который был бы достойным завершением многолетнего труда. Но развязки так и не последовало, и все последующие намерения Тэдзуки о возможном логическом завершении так и остались непостижимой тайной, которую невозможно узнать, даже судя по эпизодическим проявлениям в каждой из частей.
Реализации истории о Жар-Птице часто носят экспериментальный характер по графическому раскладу и дизайну. Например, в главе Вселенная, где идет речь о четырёх космонавтах, покинувших главный корабль в раздельных спасательных капсулах. Автор организовал расположение картинок в виде горизонтальных или вертикальных рядов, в каждом ряду — один из героев. Таким образом Осаму Тэдзука изолировал каждого из них друг от друга. Он объединял кадры из рядов, если персонажи общались между собой, а затем разъединял соответственно. А после, когда одного из астронавтов постигла смерть, автор удивительным образом продемонстрировал его ряд черными секциями.
Тэдзука как-то сказал, что, работая над сериями, он слушал и черпал вдохновение из музыки Игоря Стравинского. Образ главного персонажа он создал под впечатлением от просмотра мультфильма Конёк-Горбунок, о чём свидетельствует его автобиография.

## Список глав
После нескольких попыток, предпринятых с 1950 года, Осаму Тэдзука начал работу над первой главой под названием «Рассвет» в 1967 году, позднее выпустив её на страницах собственного журнала «COM». Издание последующих глав продолжалось вплоть до середины 1970-х. Далее, после закрытия журнала «COM», серийное издание «Жар-Птицы» продолжилось в «Manga Shōnen». Последняя глава, «Солнце», была отпечатана в журнале «The Wild Age». Изданием всех журналов занималась компания «Kodansha Ltd».
Рассвет
(яп. 黎明編 Рэймэй хэн, в английском переводе «Dawn») — самая первая глава, создание которой началось в 1967 году. События происходят в 240—270 гг. н. э., в эпоху правления королевы Химико в древнем японском королевстве Яматай-коку. Её армия под командованием генерала и феодала по имени Сарутахико (яп. 猿田彦) пытается завоевать Японию, в то же время королева ищет огненную птицу, чтобы обрести бессмертие.
Будущее

Персонажи главы «Будущее» на заглавной странице журнала «COM», изданного в 1968 году

(яп. 未来編 Мирай хэн, в английском переводе «Future») — вторая часть, выпущенная в 1967-68 году. По хронологии цикла «Жар-Птица» эта часть должна была быть последней. События происходят во времена, когда человеческая цивилизация находится на грани саморазрушения. В 3404 г. н. э. техника и роботы совершенны, а люди уже исчерпали свои способности и находятся на пороге ядерной войны. Молодой человек по имени Масато Яманобэ, живущий с своей девушкой Тамами, — на самом деле пришелец, способный изменять свою внешнюю форму. Его преследуют люди его босса — Рока, и он вместе с своей девушкой вынужден укрыться от погони на изолированной научно-исследовательской базе некоего страшного учёного, доктора Саруты. Доктор Сарута вынашивает грандиозный проект по возрождению жизни на планете Земля, однако в финале главы на земле начинается ядерная война.
Ямато
(яп. ヤマト編 Ямато хэн, в английском переводе «Yamato») — третья глава, выпущенная в 1968-69 годах. История начинается в древней Японии 320—350 г. н. э. в период Кофун и основана на легенде о Ямато Такэру. Теряющий власть правитель королевства Ямато пытается переписать историю страны на свой лад. В то же время клан «варваров и дикарей» под названием Кумасо пишет историю такой, какая она есть на самом деле. Король подсылает к вождю дикарей Кумасо Такэру своего младшего сына Огуну, чтобы тот убил вождя. По дороге Огуна встречает Жар-Птицу.
Космос
(宇宙編, Утю: хэн, в английском переводе «Universe») — четвёртая часть, выпущенная в печать в 1969 году. История происходит в 2577 г. н. э., когда четыре астронавта вынуждены спасаться с разваливающегося космического корабля в спасательных капсулах. В конце концов выжившие попадают на неизвестную и загадочную планету. Среди спасшихся находится некий Сарута, соперничающий со своим коллегой Макимурой за сердце единственной женщины в команде по имени Нана. На планете они встречают Жар-Птицу.
Птица хоо (китайский феникс)
(яп. 鳳凰編, Хо: о: хэн, в английском переводе «Karma») — пятая часть, выпущенная в 1969-70 годах. События происходят в 720—750 гг. н. э. Одноглазый и однорукий мужчина по имени Гао является последователем Саруты. После того, как его изгнали из деревни, он превратился в безжалостного бандита и убийцу. На своём пути он встречает скульптора Аканэмару и ранит его в правую руку, после чего их пути расходятся, но позже судьба снова сводит их вместе. Аканэмару, одержимый идеей поймать Жар-Птицу, превращается в полусумасшедшего человека, а Гао становится объектом преследования и унижения, достигая при этом духовного совершенства. «Птица хоо» является самой популярной частью из всего цикла манги про «Жар-Птицу». Эта часть послужила основой для создания видеоигры Hi no Tori Hououhen на платформе MSX и Hi no Tori Hououhen: Gaou no Bouken для Famicom] в 1987 году.
Возрождение
(яп. 復活編 Фуккацу хэн, в английском переводе «Resurrection») — шестая часть, которая издавалась в 1970-71 годах. История происходит в 2482-3344 гг. н. э. Во времена механизации, технологической эры и расцвета науки, молодой Леон погибает в автокатастрофе. Благодаря сверхразвитым научным достижениям его удается вернуть к жизни. Его искусственный мозг начинает видеть в жизни странные вещи: люди кажутся прокажёнными и скрюченными существами, в то время как роботы представляются символом и эталоном красоты. Леон влюбляется в робота-рабочую Тихиро, в которой видит красивую и симпатичную девушку. Вместе они борются за свою любовь, а также раскрывают истинные факты, стоящие за автокатастрофой, жертвой которой стал Леон. Здесь также встречается робот Робита из второй части.
Платье из перьев
(яп. 羽衣編 Хагоромо хэн, в английском переводе «Robe of Feathers») — седьмая часть, вышедшая в журнале COM в 1971 году. Основана на мифологической японской истории Хагоромо.
Тоска по родине
(яп. 望郷編 Бо: кё: хэн, в английском переводе «Nostalgia») — восьмая глава, вышедшая на страницах журнала «COM» в 1971 году с последующим продолжением на страницах «Manga Shōnen» в 1976-78 годах. Научно-фантастическая эпическая история об обманчиво названной планете Эдем, о мальчике, который ищет Землю — планету своих предков при помощи метода развертывания Вселенной. Эпизодически задействованы события из предыдущих глав из цикла глав о Жар-Птице, в точности — сцена с пришельцем, изменяющим свою внешность, из «Будущего», встречается Макимура из главы про «Космос» и ранняя модель робота Тихиро из «Возрождения».
Смутное время
(яп. 乱世編 Рансэй хэн, в английском переводе «Turbulent Times») — издавалась в журнале «Manga Shōnen» в 1978-80 годах. Это история о дровосеке по имени Бэнта и его девушке Обу, которую он любил с детства, но был разлучён с ней после начала войны Гэмпэй. В этой главе встречаются различные исторические персонажи, такие как Тайра но Киёмори. Появляется здесь и Гао, персонаж из главы «Птица хоо», в виде четырёхсотлетнего отшельника.
Жизнь
(яп. 生命編 Сэймэй хэн, в английском переводе «Life») — была издана на страницах «Manga Shōnen» в 1980 году. Телепродюсер пытается производить на свет клонов человека и использует их в жестоком реалити-шоу с препятствиями. Позже он понимает ошибочность такого метода, когда против него восстаёт его же клон. Этот эпизод примечателен редким появлением Жар-Птицы и показывает, что у неё есть антропоморфная дочь, очень похожая на свою мать. После представления дочка Жар-Птицы в данной главе больше не появляется.
Странные существа
(яп. 異形編 Игё: хэн, в английском переводе «Strange Beings») — была издана в журнале «Manga Shōnen» в 1981 году. Это история о женщине-самурае, которую Жар-Птица забрасывает во временную дыру за грехи, в надежде, что та станет покорной и научится врачевать раны, полученные жертвами в боях и войнах всех времен во всей Вселенной. Жертвой может быть любая форма жизни с любой планеты, включая и людей, и демонов, и представителей внеземных цивилизаций. Глава была отчасти построена по мотивам изображений со свитков авторства Тосы Мицунобу, иллюстрирующих сцены «Хякки яко» («Ночной парад сотни демонов»), однако сюжет главы являет собой практически полную противоположность этим иллюстрациям.
Солнце
(яп. 太陽編 Тайё: хэн, в английском переводе «Sun») — издавалась в журнале «The Wild Age» в 1986-88 годах. Это самая продолжительная глава, которая была завершена перед смертью Тэдзуки. События разворачиваются вокруг молодого корейского солдата по имени Харима родом из королевства Пэкче. Идёт война с Китаем, в котором правит династия Тан, и вражеские солдаты побеждают объединённое войско Пэкче и Ямато. После поражения голову Харимы заменяют на волчью, а затем главный герой бежит в Японию, где становится феодалом, взяв имя Инугами но Сукунэ (яп. 犬上宿禰). Позднее его снова захватывают в плен в разгар смуты Дзинсин. Так он оказывается вовлечённым в великую битву против сверхъестественных сил, возникающих из временного пространства. По другую сторону пространства лежит мир будущего, построенный на теократии. Теократы хотят захватить Жар-Птицу и требуют отдать её им в руки. Эта глава сильно отличается от своих предшественниц, в которых синтоистские боги часто демифологизировались и изображались как простые люди. В данной же главе разнообразные демонические силы, такие как ёкаи, тэнгу и о́ни сражаются против более могущественных созданий из мира Будды.
Ранние работы
Включают в себя прототипы работ, выпущенных после 1950 года.

## Адаптации цикла о Жар-Птице
Некоторые из частей цикла «Жар-Птица» были экранизированы и существуют также в виде аниме. Наиболее известным из них является полнометражный анимационный фильм «Жар-Птица 2772: Космозона Любви» (яп. 火の鳥2772 愛のコスモゾーン Хи но Тори 2772 Ай но косумодзо:н). Этот фильм унаследовал некоторые сюжетные элементы из печатных глав «Жар-Птицы» и других работ Осаму Тэдзуки. Кроме того, существует 2 OVA по мотивам глав «Космос» и «Ямато», которые были выпущены в конце 1980-х годов. Сериал о Жар-Птице из 13-ти серий был выпущен в Японии в 2004 году, а затем был переведен на английский язык студией Anime Works в 2007 году. Существует и художественный фильм под названием «Жар-птица: птица хоо» (яп. 火の鳥 鳳凰編 Хи но Тори хо:о: хэн), который сняла Кон Итикава в 1978 году. Его сюжет строится по мотивам главы «Рассвет», а видеоряд содержит анимированные последовательности кадров, созданные под руководством Осаму Тэдзуки. В фильме снимались японские актёры Томисабуро Вакаяма и Тацуя Накадай. Этот же фильм был выпущен в США на видеокассетах формата VHS в 1982 году издательством Video Action под названием «The Phoenix (Hinotori)». Перевод фильма был осуществлен в виде субтитров на английском языке, а само изображение фильма представляло собой широкий экран. В настоящее время на DVD фильм доступен только в Испании под названием Fénix. В фильме отмечено краткосрочное появление прообраза Астробоя, когда тот взбирался на лошадь. Музыку к фильму написали Мишель Легран и Дзюн Фукамати. Публика не проявила к фильму никакого интереса, и его ждал коммерческий провал.
По мотивам главы «Птица хоо» («Karma») в 1980 году Konami издала игру для консоли MSX. Жар-Птица также присутствует в игровой серии Astro Boy, выпущенной в 2003 году на приставке Nintendo Game Boy Advance, и в игре 2004 года под названием Astro Boy: Omega Factor. В этих играх Жар-Птица и другие персонажи из цикла появляются лишь эпизодически.

## Европейские переводы
Все англоязычные переводы «Жар-Птицы» были опубликованы в США издательством Viz Media, за исключением второй части «Будущее». Первоначально вторая часть издавалась ныне исчезнувшим издательством Pulp Manga Anthology в виде одного тома. Позже издательство Viz получило право на издание последующих глав и повторно издало вторую главу. В это время Фредерик Шодт работал над переводом, имея на руках 4-5 готовых книг. В конечном счете, Viz Media закончило трудоёмкую работу по изданию цикла лишь в мае 2008 года и подверглось критике со стороны общественности за некачественный перевод и выдуманный новый текст, неаккуратное расположение рисунков и упрощение имён (Сарутахико было укорочено до Сарута), что делало комикс малосодержательным, грубоватым и безынтересным для читателя. Кроме того, Viz Media зеркально отразило страницы, чтобы изменить направление чтения комикса на привычный для европейцев манер, собрало короткие художественные истории в отдельную книгу, а часть «Смутное время» была разделена на две. Всё это сделало цикл непохожим на японский оригинальный источник.
Цикл манги о «Жар-Птице» был также переведен и издан в следующих странах Европы:
- Франция, издательство Editions Tonkam[англ.];
- Испания, издательство Planeta DeAgostini Comics;
- Италия, издательство Hazard.